# Nico Cué
Nico Cué né le 6 septembre 1956 à Mieres est un syndicaliste belge et membre du Parti de la gauche européenne.
Son père mineur a émigré en Belgique pour fuir le régime franquiste et s'installer à Liège.
Il eut son premier emploi à la Fabrique Nationale Herstal.
En 1997, il devient le secrétaire général du syndicat FGTB des métallurgistes. Il est tête de liste du groupe Gauche unitaire européenne/Gauche verte nordique avec Violeta Tomić pour les élections européennes de 2019.